# Estolón (vestidura)
Estolón.
(Del idioma griego στολή  [stolé], vestido)
Es una vestidura propia de los curas o sacerdotes católicos y de otras denominaciones de Iglesia. Consiste en una pieza larga de tela de unos 25 cm
de ancho (igual que la estola), pero con un trozo de tela que cuelga desde el cuello hacia la
espalda (es como una “Y” invertida).

El estolón lo usan los sacerdotes sobre el alba casulla (pueden usar también una estola en vez
del estolón), cuando acompañan a quien preside una celebración litúrgica.